# Rebecca Budig
Rebecca Budig (geboren als Rebecca Jo Budig am 26. Juni 1973 in Cincinnati, Ohio) ist eine US-amerikanische Schauspielerin und Moderatorin.

## Leben und Karriere
Sie ist die Tochter von Mary Jo und George Budig und ist die jüngste von acht Kindern. Sie wuchs in Kentucky und Ohio auf und studierte an der Miami University in Ohio. 1993 zog sie nach Los Angeles, um dort eine Karriere als Schauspielerin zu beginnen. Dort studierte sie zusammen mit Howard Fine und Jay R. Goldenberg im Howard Fine Acting Studio und in der Young Actors Space.
Ihr erster Auftritt war beim Musikvideo für das Lied Livin' on the Edge von Aerosmith. Dann machte sie sich einen Namen bei einem Gastauftritt in Batman Forever. Ihre bekanntesten Rollen bekam sie dann später in den Fernsehserien Springfield Story (1995–1998) und All My Children (1998–2011). Sie ist auch als Moderatorin aufgetreten und hat Sportereignisse, und da besonders bei der World Wrestling Federation, moderiert.
Budig ist seit 2012 mit Michael Benson zum dritten Mal verheiratet und hat eine Tochter aus dieser Ehe. Die beiden vorherigen Ehen mit Daniel Geller (2000) und Bob Guiney (2004–2010) waren kinderlos.

## Auszeichnungen
Rebecca Budig bekam für ihre Rolle in der Fernsehserie All My Children 1 Preis und 6 Nominierungen.

## Filmografie (Auswahl)

### Filme
- 1994: Hilflos ausgeliefert (Murder or Memory?: A Moment of Truth Movie; Fernsehfilm)
- 1995: Batman Forever
- 1996: Star Hunter
- 2007: The Beast
- 2010: Please Give
- 2013: Getaway

### Serien
- 1995–1998: Springfield Story (Guiding Light)
- 1998–2011: All My Children
- 2003: Hope and Faith
- 2009: How I Met Your Mother (Season 4 – Episode 21)
- 2014–2017: General Hospital
- 2019: L.A.’s Finest